# Talitrus nesius
Talitrus nesius är en kräftdjursart som beskrevs av J. L. Barnard 1960. Talitrus nesius ingår i släktet Talitrus och familjen tångloppor. Inga underarter finns listade i Catalogue of Life.